# Три Риверс (Калифорнија)
Три Риверс (енгл. Three Rivers) насељено је место без административног статуса у америчкој савезној држави Калифорнија.

## Демографија
По попису из 2010. године број становника је 2.182, што је 66 (-2,9%) становника мање него 2000. године.
| Група             | 2000.         | 2010.         |
| Белци             | 1.972 (87,7%) | 1.847 (84,6%) |
| Афроамериканци    | 5 (0,2%)      | 7 (0,3%)      |
| Азијати           | 15 (0,7%)     | 31 (1,4%)     |
| Хиспаноамериканци | 148 (6,6%)    | 212 (9,7%)    |
| Укупно            | 2.248         | 2.182         |